# Viroconium
Viroconium är en fornlämning i Storbritannien.   Den ligger i grevskapet Shropshire i riksdelen England, i den södra delen av landet, 210 km nordväst om huvudstaden London. Viroconium ligger 56 meter över havet.
Terrängen runt Viroconium är huvudsakligen platt, men österut är den kuperad.Runt Viroconium är det ganska tätbefolkat, med 192 invånare per kvadratkilometer. Närmaste större samhälle är Shrewsbury, 8,3 km nordväst om Viroconium. Trakten runt Viroconium består till största delen av jordbruksmark.